# Gorges du Tarn Causses
Ne doit pas être confondu avec le canyon Gorges du Tarn.
Gorges-du-Tarn-Causses  est une commune française, située dans le département de la Lozère en région Occitanie.
De statut administratif commune nouvelle, elle est issue du regroupement le 1er janvier 2017 des communes de Montbrun, Quézac et Sainte-Enimie.

## Géographie

### Localisation
Située en Lozère, dans les gorges du Tarn, entre les Cévennes et les Grands Causses.
C'est une région très rurale et très peu densément peuplée, comme le reste de la Lozère.

### Communes limitrophes
Les communes limitrophes sont  Balsièges, Bédouès-Cocurès, Chanac, Florac Trois Rivières, Hures-la-Parade, Ispagnac, La Malène, Laval-du-Tarn, Mas-Saint-Chély, Saint-Bauzile et Vebron.
| Chanac        | Balsièges, Saint-Bauzile | Ispagnac, Bédouès-Cocurès |
| Laval-du-Tarn | Gorges du Tarn Causses   | Florac Trois Rivières     |
| La Malène     | Mas-Saint-Chély          | Vebron, Hures-la-Parade   |

### Hydrographie
Elle est traversée par le Tarn, qui a creusé là de profondes gorges.

### Climat
Pour des articles plus généraux, voir Climat de l'Occitanie et Climat de la Lozère.
En 2010, le climat de la commune est de type climat des marges montargnardes, selon une étude s'appuyant sur une série de données couvrant la période 1971-2000. En 2020, Météo-France publie une typologie des climats de la France métropolitaine dans laquelle la commune est exposée à un climat de montagne ou de marges de montagne et est dans la région climatique Sud-est du Massif Central, caractérisée par une pluviométrie annuelle de 1 000 à 1 500 mm, minimale en été, maximale en automne.
Pour la période 1971-2000, la température annuelle moyenne est de 11,2 °C, avec une amplitude thermique annuelle de 16,3 °C. Le cumul annuel moyen de précipitations est de 1 176 mm, avec 9,6 jours de précipitations en janvier et 5,1 jours en juillet. Pour la période 1991-2020, la température moyenne annuelle observée sur la station météorologique la plus proche, située sur la commune de Florac Trois Rivières à 16 km à vol d'oiseau, est de 11,3 °C et le cumul annuel moyen de précipitations est de 1 116,8 mm,. Pour l'avenir, les paramètres climatiques de la commune estimés pour 2050 selon différents scénarios d’émission de gaz à effet de serre sont consultables sur un site dédié publié par Météo-France en novembre 2022.

## Urbanisme

### Typologie
Au 1er janvier 2024, Gorges du Tarn Causses est catégorisée commune rurale à habitat dispersé, selon la nouvelle grille communale de densité à sept niveaux définie par l'Insee en 2022.
Elle est située hors unité urbaine et hors attraction des villes,.

### Risques majeurs
Le territoire de la commune de Gorges du Tarn Causses est vulnérable à différents aléas naturels : météorologiques (tempête, orage, neige, grand froid, canicule ou sécheresse), inondations, feux de forêts, mouvements de terrains et séisme (sismicité faible). Il est également exposé à un risque technologique,  le transport de matières dangereuses. Un site publié par le BRGM permet d'évaluer simplement et rapidement les risques d'un bien localisé soit par son adresse soit par le numéro de sa parcelle.

#### Risques naturels
Certaines parties du territoire communal sont susceptibles d’être affectées par le risque d’inondation par débordement de cours d'eau, notamment le Tarn. La commune a été reconnue en état de catastrophe naturelle au titre des dommages causés par les inondations et coulées de boue survenues en 1982, 1994, 2003, 2011 et 2020,.
Gorges du Tarn Causses est exposée au risque de feu de forêt. Un plan départemental de protection des forêts contre les incendies (PDPFCI) a été approuvé en décembre 2014 pour la période 2014-2023. Les mesures individuelles de prévention contre les incendies sont précisées par divers arrêtés préfectoraux et s’appliquent dans les zones exposées aux incendies de forêt et à moins de 200 mètres de celles-ci. L’arrêté du 23 mars 2018, complété par un arrêté de 2020, réglemente l'emploi du feu en interdisant notamment d’apporter du feu, de fumer et de jeter des mégots de cigarette dans les espaces sensibles et sur les voies qui les traversent sous peine de sanctions. L'arrêté du 23 août 2021, abrogeant un arrêté de 2002, rend le débroussaillement obligatoire, incombant au propriétaire ou ayant droit,,.

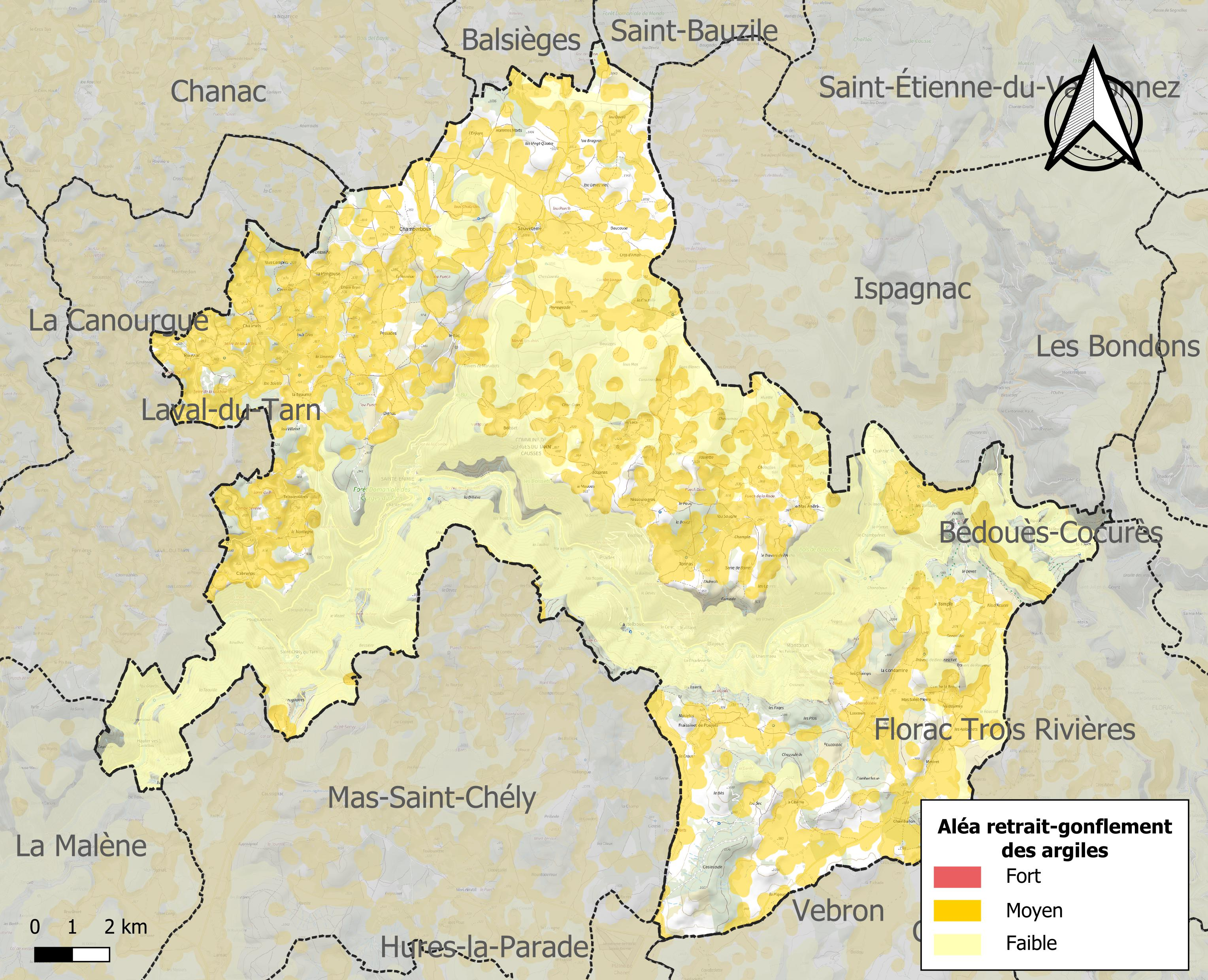
Carte des zones d'aléa retrait-gonflement des sols argileux de Gorges du Tarn Causses.

Les mouvements de terrains susceptibles de se produire sur la commune sont des affaissements et effondrements liés aux cavités souterraines (hors mines), des éboulements, chutes de pierres et de blocs et des tassements différentiels. Par ailleurs, afin de mieux appréhender le risque d’affaissement de terrain, l'inventaire national des cavités souterraines permet de localiser celles situées sur la commune.
Le retrait-gonflement des sols argileux est susceptible d'engendrer des dommages importants aux bâtiments en cas d’alternance de périodes de sécheresse et de pluie. 40 % de la superficie communale est en aléa moyen ou fort (15,8 % au niveau départemental et 48,5 % au niveau national). Sur les 960 bâtiments dénombrés sur la commune en 2019,  147 sont en aléa moyen ou fort, soit 15 %, à comparer aux 14 % au niveau départemental et 54 % au niveau national. Une cartographie de l'exposition du territoire national au retrait gonflement des sols argileux est disponible sur le site du BRGM,.
Concernant les mouvements de terrains, la commune a été reconnue en état de catastrophe naturelle au titre des dommages causés par la sécheresse en 2003 et par des mouvements de terrain en 2007.

#### Risques technologiques
Le risque de transport de matières dangereuses sur la commune est lié à sa traversée par des infrastructures routières ou ferroviaires importantes ou la présence d'une canalisation de transport d'hydrocarbures. Un accident se produisant sur de telles infrastructures est susceptible d’avoir des effets graves sur les biens, les personnes ou l'environnement, selon la nature du matériau transporté. Des dispositions d’urbanisme peuvent être préconisées en conséquence.

## Histoire
Dans l'Antiquité, la région était située dans le pays des Gabales, un peuple gaulois. Les Gabales étaient des clients des Arvernes, dont le roi Vercingétorix est connu pour avoir été à la tête de la coalition gauloise contre Jules César.
En 1971, le village de Saint-Chély-du-Tarn est abandonné, faisant de lui un village fantôme. La population fut déplacée  plus à l'ouest, dans le nouveau village de Mas-Saint-Chély. Depuis, l'ancien village de Saint-Chély-du-Tarn est administrativement rattaché à la commune de Sainte-Enimie.
La commune nouvelle regroupe les communes de Montbrun, de Quézac et de Sainte-Enimie, qui deviennent des communes déléguées, le 1er janvier 2017,. Son chef-lieu se situe à Sainte-Enimie.

## Politique et administration

### Liste des maires
| Période                                  | Période                       | Identité     | Étiquette | Qualité |
| ---------------------------------------- | ----------------------------- | ------------ | --------- | ------- |
| Les données manquantes sont à compléter. |                               |              |           |         |
| 2017                                     | En cours (au 14 juillet 2020) | Alain Chmiel |           |         |

### Communes déléguées
| Nom                   | Code Insee | Intercommunalité                            | Superficie (km2) | Population (dernière pop. légale) | Densité (hab./km2) |
| --------------------- | ---------- | ------------------------------------------- | ---------------- | --------------------------------- | ------------------ |
| Sainte-Enimie (siège) | 48146      | CC des Gorges du Tarn et des Grands Causses | 87,34            | 529 (2014)                        | 6,1                |
| Montbrun              | 48101      | CC des Gorges du Tarn et des Grands Causses | 29,97            | 109 (2014)                        | 3,6                |
| Quézac                | 48122      | CC des Gorges du Tarn et des Grands Causses | 26,91            | 337 (2014)                        | 13                 |

### Circonscriptions électorales
À la suite du décret du 5 mars 2020, la commune est entièrement rattachée au canton de Florac Trois Rivières.

## Population et société

### Démographie

#### Évolution démographique
L'évolution du nombre d'habitants est connue à travers les recensements de la population effectués dans la commune depuis sa création.

En 2022, la commune comptait 901 habitants, en évolution de −7,21 % par rapport à 2016 (Lozère : +0,11 %, France hors Mayotte : +2,11 %).
| 2015 | 2016 | 2017 | 2018 | 2019 | 2022 |
| ---- | ---- | ---- | ---- | ---- | ---- |
| 981  | 971  | 953  | 931  | 909  | 901  |

#### Pyramide des âges
La population de la commune est plus âgée que celle du département. En 2018, le taux de personnes d'un âge inférieur à 30 ans s'élève à 26,1 %, soit un taux inférieur à la moyenne départementale (29,7 %). À l'inverse, le taux de personnes d'un âge supérieur à 60 ans (34,2 %) est supérieur au taux départemental (32,5 %).
En 2018, la commune comptait 459 hommes pour 472 femmes, soit un taux de 50,70 % de femmes, supérieur au taux départemental (50,04 %).
Les pyramides des âges de la commune et du département s'établissent comme suit :
| Hommes | Classe d’âge | Femmes |
| ------ | ------------ | ------ |
| 0,7    | 90 ou +      | 1,5    |
| 7,8    | 75-89 ans    | 11,5   |
| 25,7   | 60-74 ans    | 21,3   |
| 24,8   | 45-59 ans    | 21,7   |
| 17,4   | 30-44 ans    | 15,6   |
| 12,7   | 15-29 ans    | 10,6   |
| 10,9   | 0-14 ans     | 17,8   |

| Hommes | Classe d’âge | Femmes |
| ------ | ------------ | ------ |
| 1      | 90 ou +      | 2,8    |
| 9,1    | 75-89 ans    | 11,8   |
| 21,6   | 60-74 ans    | 21,1   |
| 21,5   | 45-59 ans    | 20,2   |
| 16,3   | 30-44 ans    | 15,9   |
| 15,5   | 15-29 ans    | 13,6   |
| 15     | 0-14 ans     | 14,6   |

### Enseignement
Il y a à Sainte-Enimie une école primaire publique et un collège.

## Économie
Il convient de se reporter aux articles consacrés aux anciennes communes fusionnées.

## Culture locale et patrimoine

### Lieux et monuments
- Église Saint-Roch de Blajoux.
- Chapelle troglodytique Saint-Jean-Baptiste de Castelbouc.

#### Sainte-Enimie
- Chapelle Notre-Dame-de-Cénaret de Saint-Chély-du-Tarn. L'édifice a été inscrit au titre des monuments historiques en 1987[26].
- Église Notre-Dame-du-Gourg de Sainte-Enimie. L'édifice a été inscrit au titre des monuments historiques en 1985[27]. Plusieurs objets sont référencés dans la base Palissy (voir les notices liées)[27].
- Église Notre-Dame-de-l'Assomption de Saint-Chély-du-Tarn. L'édifice a été classé au titre des monuments historiques en 1984[28]. De nombreux objets sont référencés dans la base Palissy (voir les notices liées)[28].
- Église de Castelbouc.
- Église de Prades.
- Monastère de Sainte-Enimie.
- Église Sainte-Énimie de Champerboux.
- Chapelle de l'Ermitage de Sainte-Enimie.
- Chapelle Sainte-Madeleine de Sainte-Enimie.
- Croix de Champerboux.
- Domaine départemental de Boissets.

#### Montbrun (Lozère)
- Église Saint-Pierre-et-Saint-Paul de Montbrun.

#### Quézac (Lozère)
- Collégiale Notre-Dame de Quézac. Le Porche a été classé au titre des monuments historiques en 1930[29]. De nombreux objets sont référencés dans la base Palissy (voir les notices liées)[29].

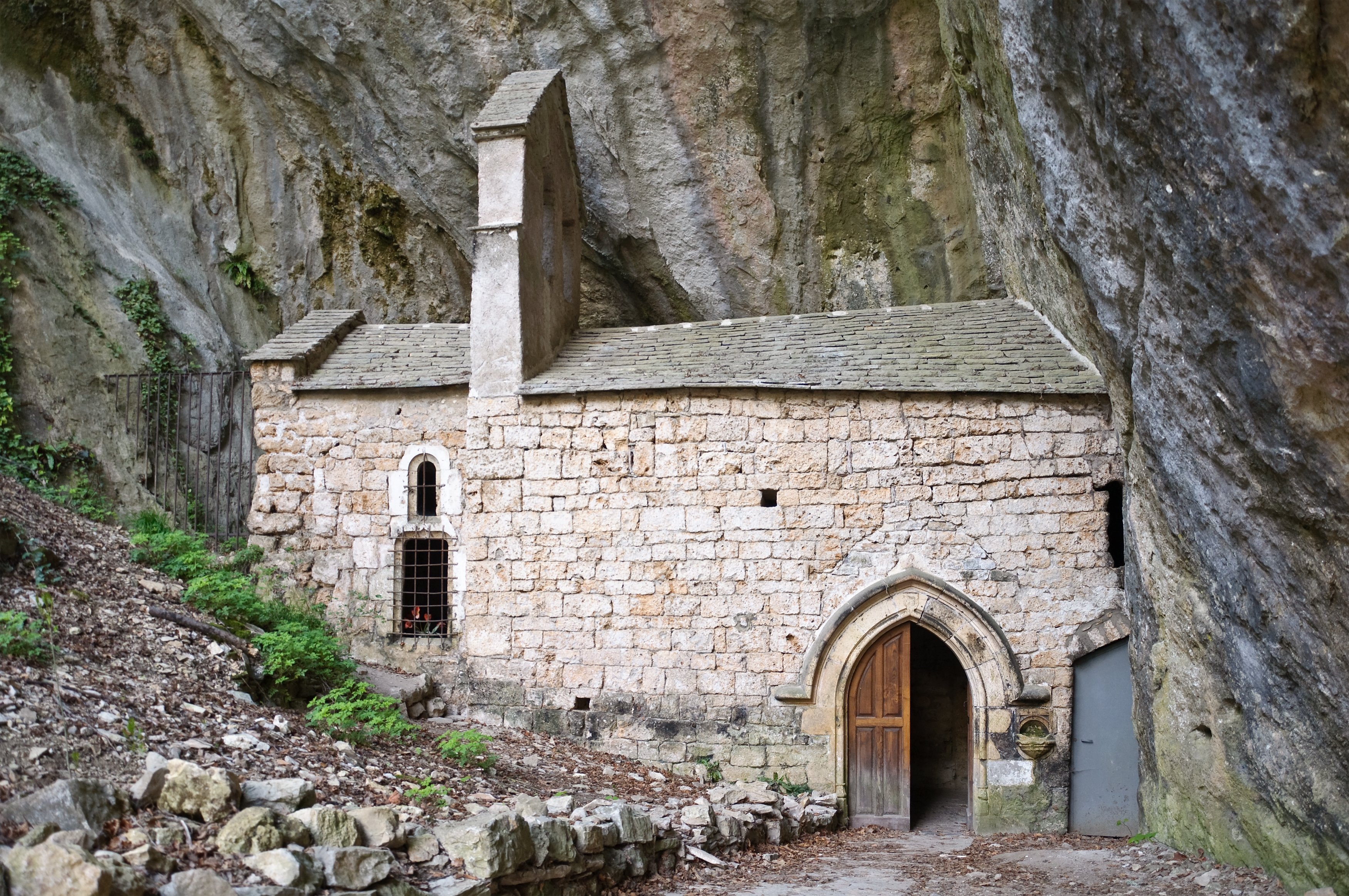
Chapelle Notre-Dame-de-Cénaret de Saint-Chély-du-Tarn.
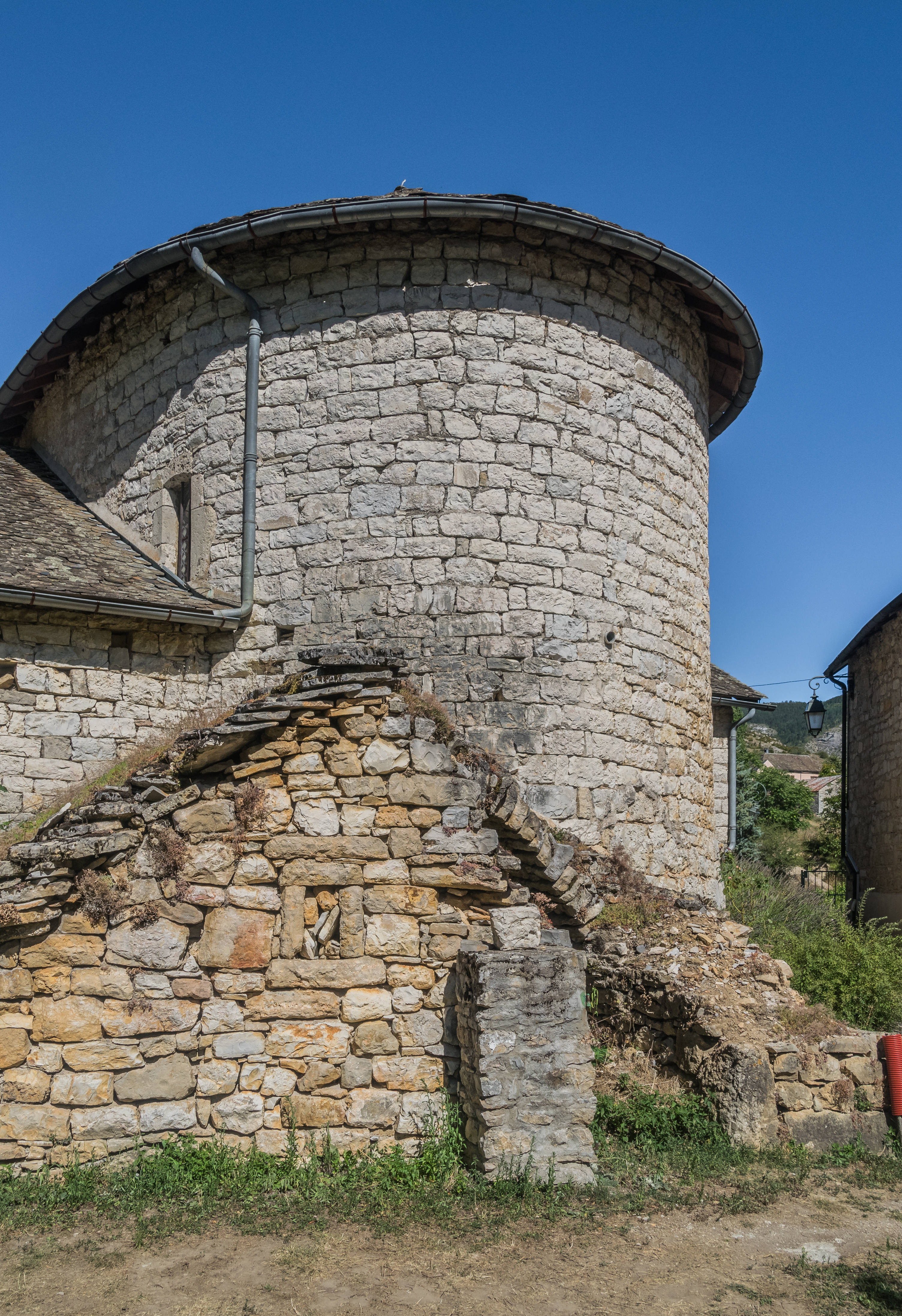
Église Saint-Roch de Blajoux.
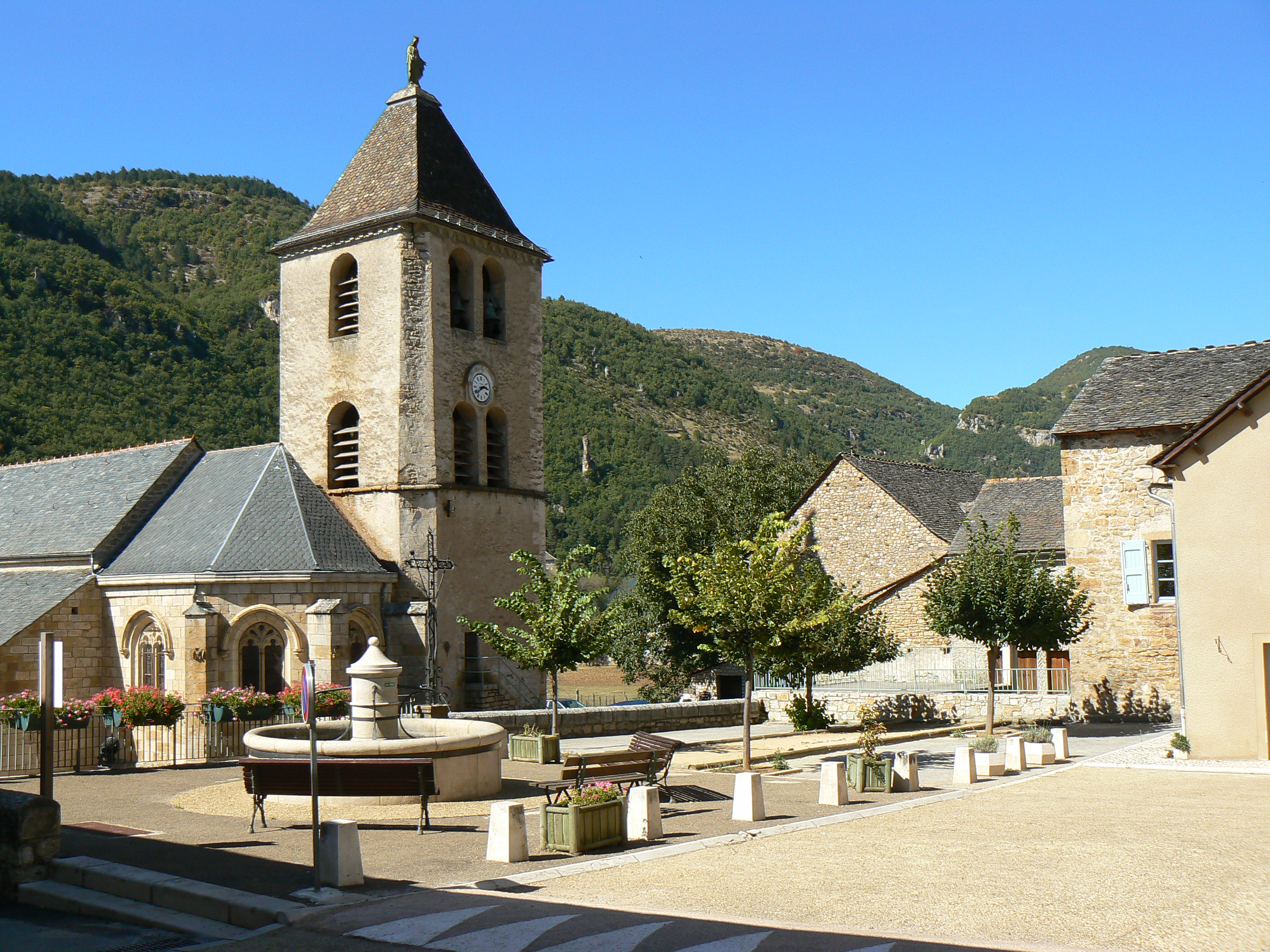
Collégiale Notre-Dame de Quézac.
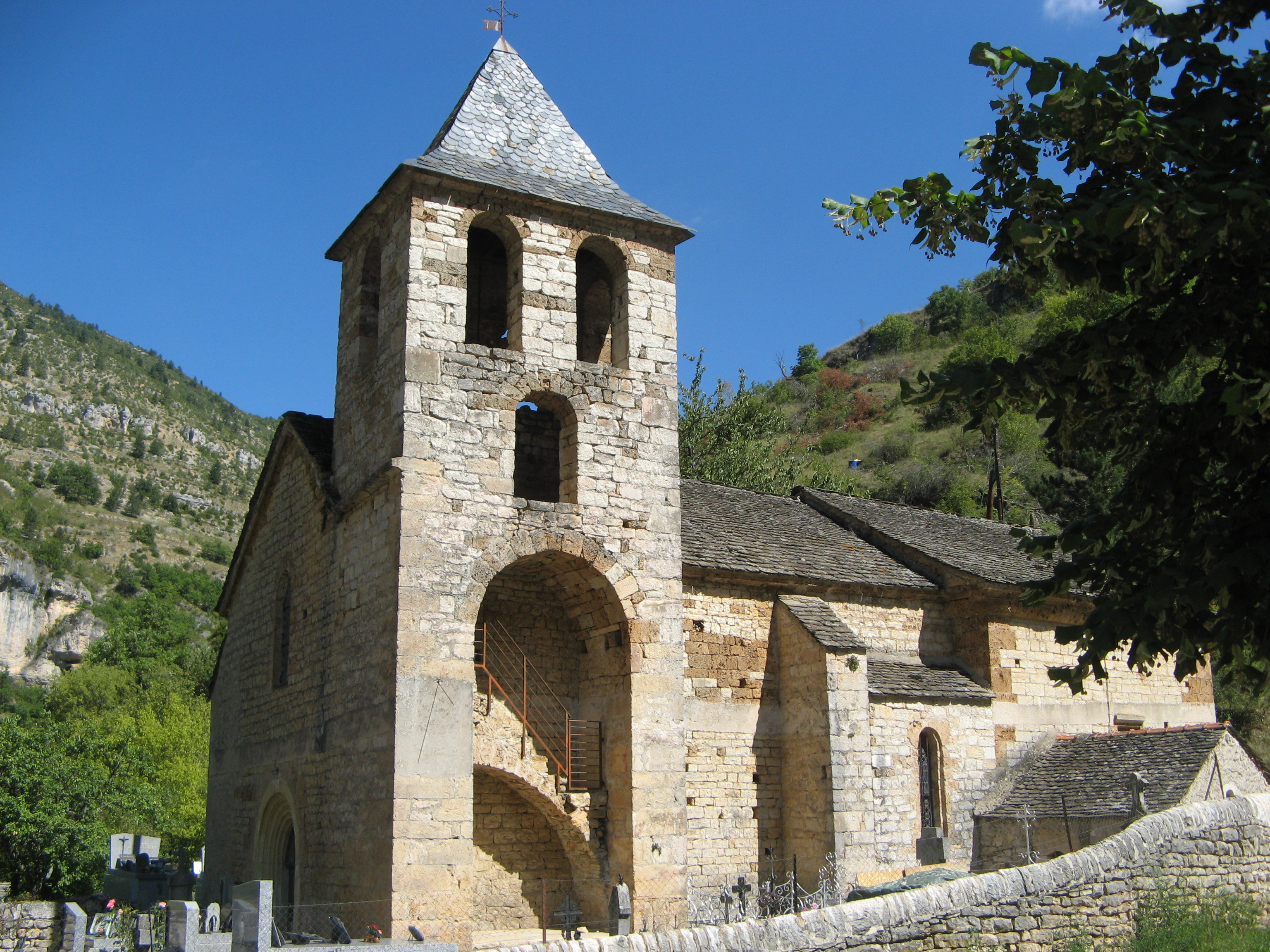
Église Notre-Dame-de-l'Assomption de Saint-Chély-du-Tarn.
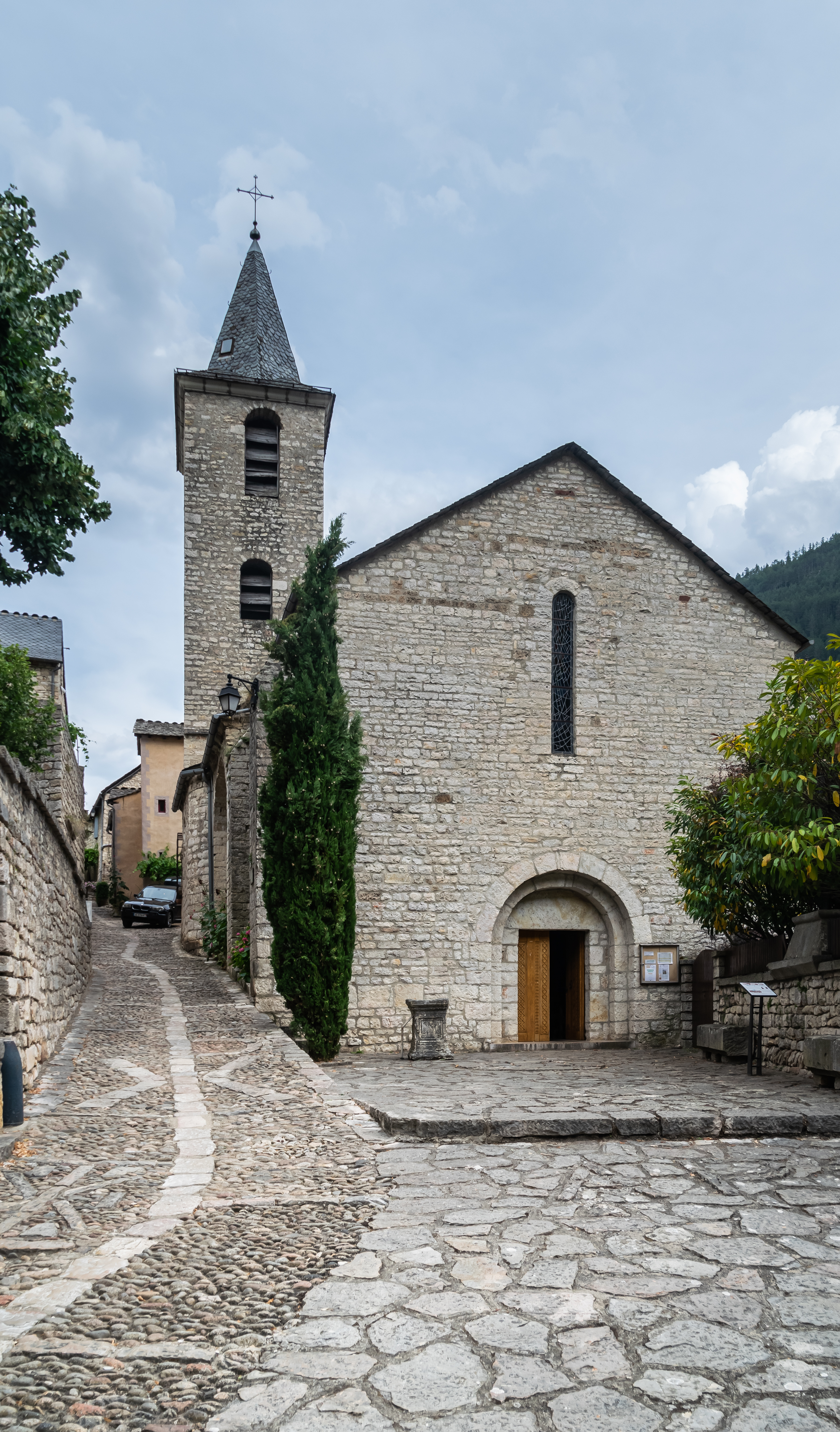
Église Notre-Dame-du-Gourg de Sainte-Enimie.
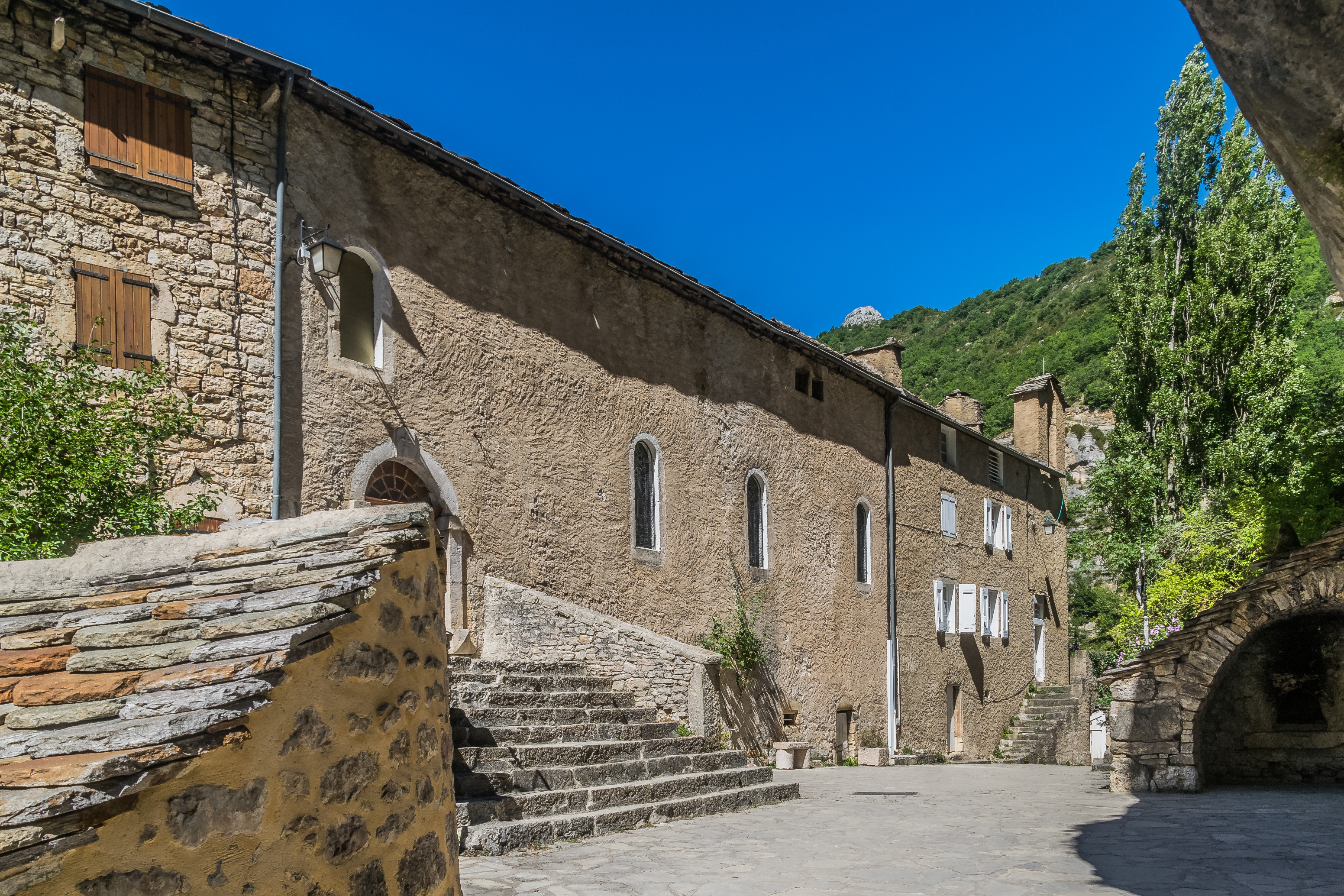
Église de Castelbouc.
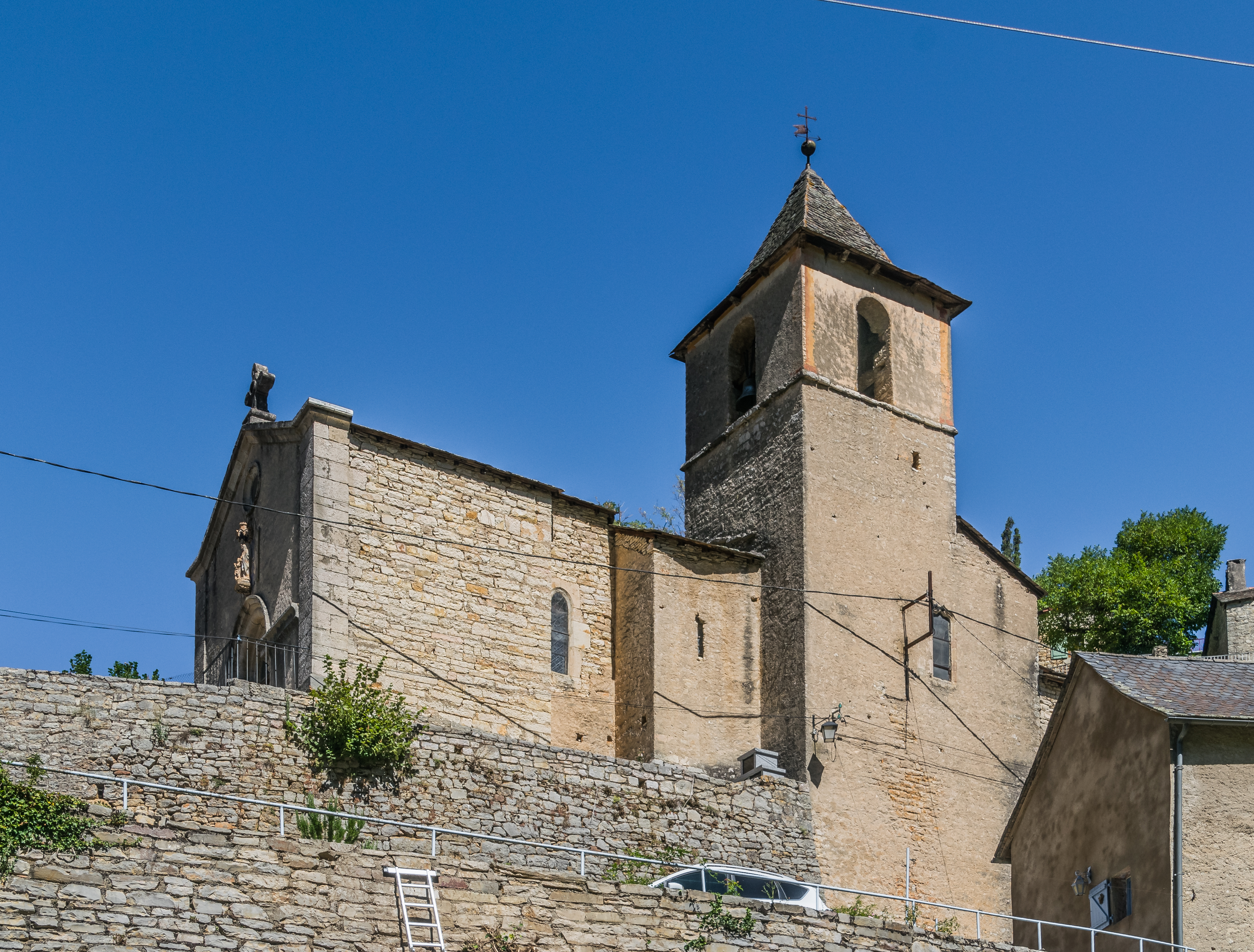
Église de Prades.
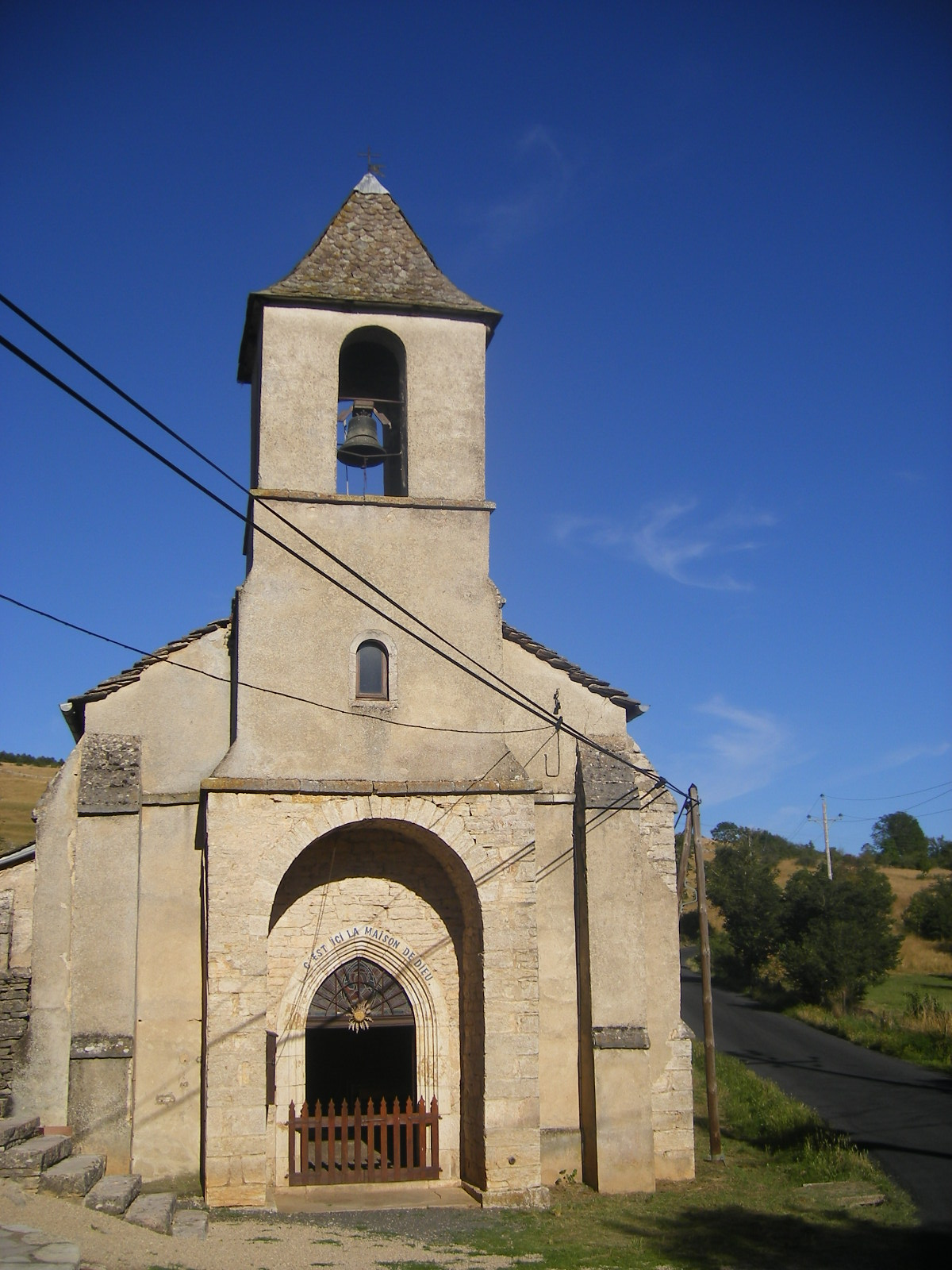
Église Sainte-Énimie de Champerboux.
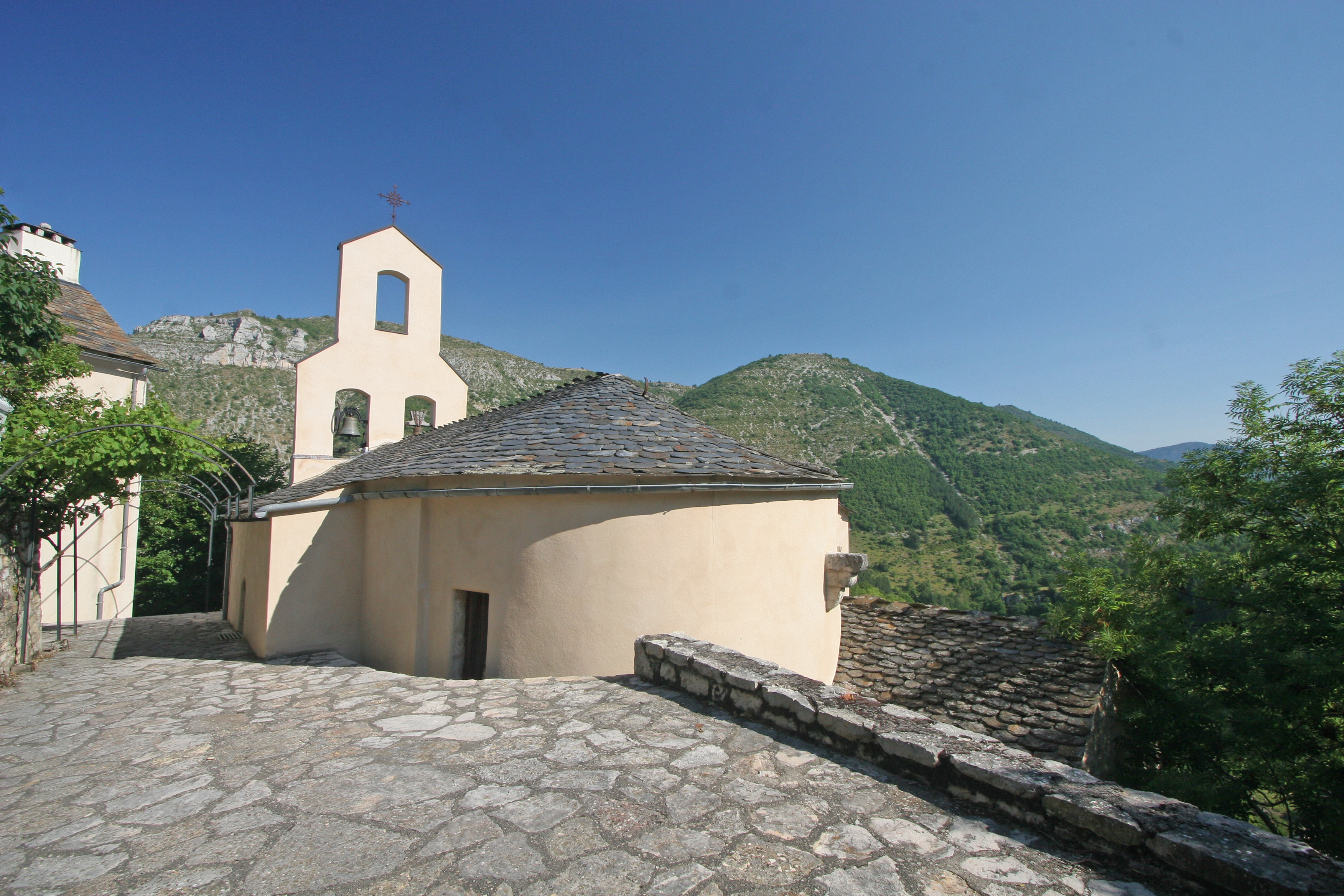
Église Saint-Pierre-et-Saint-Paul de Montbrun.

### Personnalités liées à la commune
Il convient de se reporter aux articles consacrés aux anciennes communes fusionnées.